# Volgai Német Autonóm Szovjet Szocialista Köztársaság

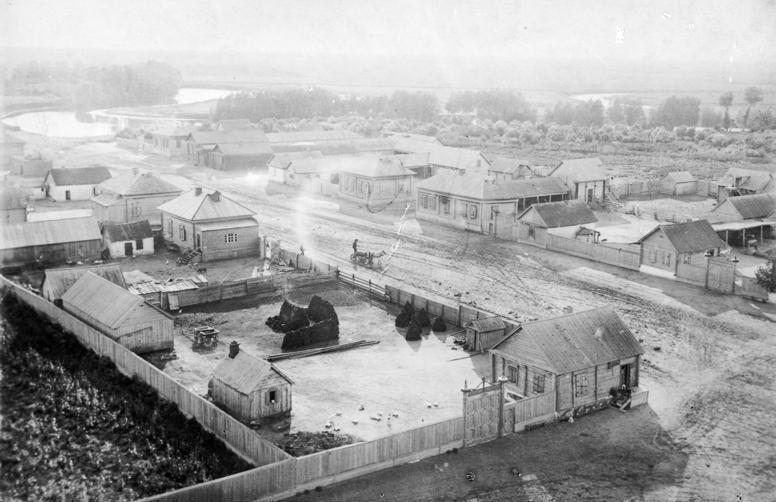
Streckerau, 1920

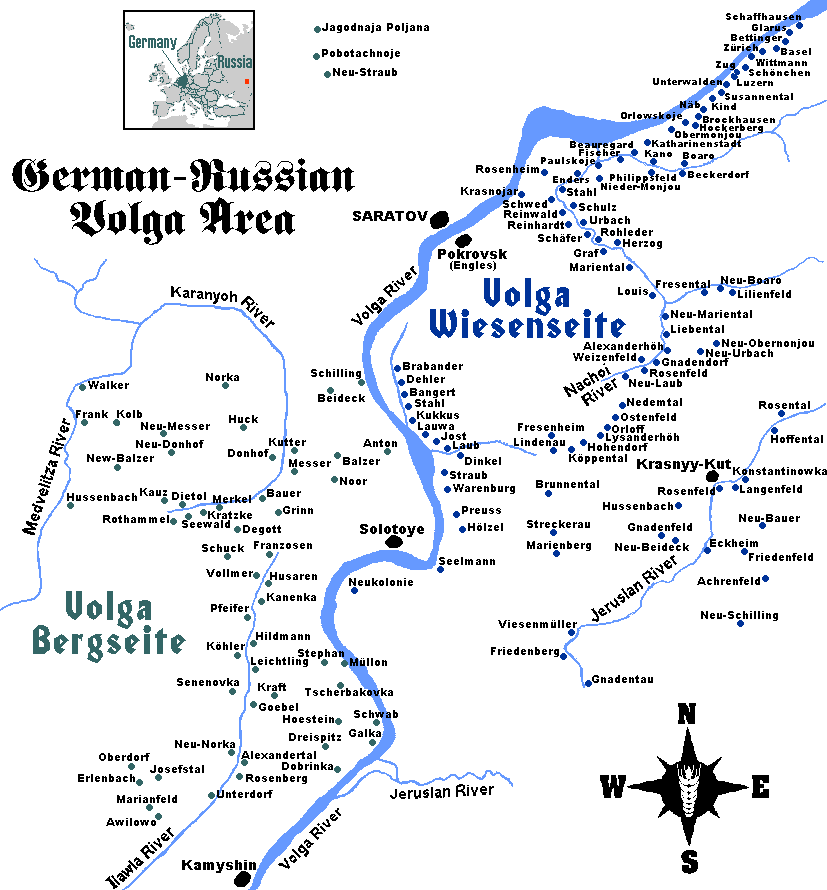
Volgai német városok és falvak

A Volgai Német Autonóm Szovjet Szocialista Köztársaság (oroszul: Автономная Советская Социалистическая Республика Немцев Поволжья; németül: Autonome Sozialistische Sowjetrepublik der Wolgadeutschen), gyakran Volgai Német ASZSZK (oroszul: АССР Немцев Поволжья; németül: ASSR der Wolgadeutschen), a Szovjetunió, azon belül az Orosz SZSZSZK egyik autonóm köztársasága volt. Közigazgatási központja Engels (1931-ig Engels neve Pokrovszk, németül: Kosakenstadt [Kozákváros]) volt.

## Története
Az autonóm köztársaságot az orosz forradalom után hozták létre, október 29-én (egyes források szerint 19-én). A szovjet kormány a németeknek különleges státuszt adott a nem oroszok között a Szovjetunióban. Az Autonóm Szovjet Szocialista Köztársaság státusza 1924. február 20-án, a Központi Végrehajtó Bizottság és az orosz Népbiztosok Tanácsa által ismételten bővült. Ez volt az első nemzeti autonóm egység a Szovjetunióban a  Donyeci–Krivoj Rog-i Szovjet Köztársaság után. Az oroszországi nagy volgai német kisebbség kompakt településének területe, amely 1897-ben közel 1,8 millió lakossal rendelkezett. 
A Volgai Német ASZSZK tizennégy kantonra oszlott: Fjodorovka, Krasznij-Kut, Tonkoszhurovka, Krasznojar, Pokrovszk, Kukkusz, Sztaraja Poltavka, Pallaszovka, Kamenka, Szolotoje, Marxstadt, Frank, Seelmann és Balzer.
1919-től a gazdagabb parasztokat ellenforradalmi propagandistáknak bélyegezték meg, majd Szibériába, gulágokra internálták őket.
Az autonómia kikiáltásakor amnesztiát jelentettek be. Ez azonban csak nagyon kevés embert érintett. Az 1920-as években a Szovjetunióban végrehajtott, hivatalos dokumentumokban kihirdetett politikája szerint a németeket arra ösztönözték, hogy fontos társadalmi pozíciókat töltsenek be a weimari Németországban. Az 1939-es népszámlálás szerint 366 685 német lakott az autonóm területen.
A Szovjetunió német inváziója 1941-ben véget vetett a Volgai Német ASZSZK-nak. 1941. augusztus 28-án Sztálin kiadta az alkotmányt eltörlő hivatalos rendeletet, és eltörölte az ASZSZK-t. Attól tartva, hogy a németek kémkednek, az összes germán lakost Szibériába szállítottak. Sokakat munkatáborokba internáltak származásuk miatt. Az autonóm köztársaság hivatalosan 1941. szeptember 7-én szűnt meg.
Sztálin halála után, 1953-ban drámai módon javult a volgai németek helyzete. 1964-ben egy második rendeletet adtak ki, nyíltan elismerve a kormány bűnösségét az ártatlan emberek elleni vádemelésben, és megadta a lehetőséget a gazdasági és kulturális kapcsolatok terjesztésében. A Német Demokratikus Köztársaság kikiáltásával a Volgai Német Autonóm Szovjet Szocialista Köztársaság soha nem alakult újjá. A területet a mai Szaratovi és Volgográdi területek között lett felosztva.
Az 1980-as évek elejétől kezdődően sok német Németországba költözött, ahol állampolgárságot biztosítottak mindazoknak, akik bebizonyították, hogy menekültek vagy kitelepülők.

## Népesség
Az alábbi táblázat a Volga német ASZSZK etnikai csoportjait és lakosságát mutatja be:
|              | 1926               | 1939               |
| ------------ | ------------------ | ------------------ |
| Németek      | 379 630 fő (66,4%) | 366 685 fő (60,5%) |
| Oroszok      | 116 561 fő (20,4%) | 156 027 fő (25,7%) |
| Ukránok      | 68 561 fő (12,0%)  | 58 248 (9,6%)      |
| Kazahok      | 1 353 fő (0,2%)    | 8 988 fő (1,5%)    |
| Tatárok      | 2 225 fő (0,4%)    | 4 074 fő (0,7%)    |
| Mordvinok    | 1 429 fő (0,3%)    | 3 048 fő (0,5%)    |
| Belaruszok   | 159 fő (0,0%)      | 1 636 fő (0,3%)    |
| Han kínaiak  | 5 fő (0,0%)        | 1 284 fő (0,2%)    |
| Zsidók       | 152 fő (0,0%)      | 1 216 fő (0,2%)    |
| Lengyelek    | 216 fő (0,0%)      | 756 fő (0,1%)      |
| Észtek       | 753 fő (0,1%)      | 521 fő (0,1%)      |
| Egyéb        | 710 fő (0,1%)      | 3 869 fő (0,6%)    |
| Összlakosság | 571 754 fő         | 606 352 fő         |

## Az állam vezetői

### Államfő
A Központi Végrehajtó Bizottság elnökei
1. 1918-1919 Ernst Reuter (1889–1953) (Német állampolgár, diplomata, Berlin polgármestere)
2. 1919-1920 Adam Johann Reichert (1869–1936) (tanár, újságíró, kolhoztag)
3. 1920 Alexander Dotz (1890-1973) (I. világháborús katona, szovjet állampolgár)
4. 1920-1921 Vasiliy Pakun (szovjet állampolgár)
5. 1921-1922 Alexander Mohr (1889–1938) (Az első világháború és az orosz polgárháború egyik tábornoka, orosz állampolgár)
6. 1922-1924 Wilhelm Kurz (1892–1938) (szovjet állampolgár)
7. 1924-1930 Johannes Schwab (1888–1938) (szovjet állampolgár)
8. 1930-1934 Andrew Gleim (1892–1954) (szovjet állampolgár)
9. 1934-1935 Heinrich Fuchs (1895-1938) (szovjet állampolgár)
10. 1935-1936 Adam Welsch (1893–1937) (I. világháborús katona, orosz állampolgár)
11. 1936-1937 Heinrich Lüft (1899–1937) (szovjet állampolgár)
12. 1937-1938 David Rosenberger (1896–?) (szovjet állampolgár)

A Legfelsőbb Tanács elnöke
1. 1938–1941 Konrad Hoffmann (1894–1977) (első világháborús katona, vasúti munkás, szovjet állampolgár)

### Kormányfők
A cím 1924. január 12-én a köztársasági Központi Végrehajtó Bizottság első ülésén tett nyilatkozat alapján jött létre.
1. 1924-1929 Wilhelm Kurz (1892–1938) (orosz állampolgár, vállalkozó)
2. 1929-1930 Andrew Gleim (1892–1954) (orosz állampolgár)
3. 1930-1935 Heinrich Fuchs (1895-1938) (szovjet állampolgár)
4. 1935-1936 Adam Welsch (1893–1937) (első világháborús katona, helyi pártvezető, orosz állampolgár)
5. 1936-1937 Heinrich Lüft (1899–1937) (orosz állampolgár)
6. 1937-1938 Wladimir Dalinger (1902-1965) (az orosz polgárháború résztvevője, a biztonsági erők tisztje, orosz állampolgár, vállalkozó)
7. 1938-1941 Alexander Heckman (1908–1994) (mérnök, orosz államférfi, gulág túlélő)

## Fordítás
Ez a szócikk részben vagy egészben  a   Volga German Autonomous Soviet Socialist Republic című angol Wikipédia-szócikk ezen változatának fordításán alapul.  Az eredeti cikk szerkesztőit annak laptörténete sorolja fel. Ez a jelzés csupán a megfogalmazás eredetét és a szerzői jogokat jelzi, nem szolgál a cikkben szereplő információk forrásmegjelöléseként.